# Christina Ochoa
Christina Ochoa (Barcelona, España, 25 de enero de 1985) es una actriz, guionista, productora, divulgadora y escritora española conocida por sus papeles en Valor, Blood Drive y Animal Kingdom.

## Vida personal
Cristina Ochoa López nació en Barcelona el 25 de enero de 1985. Su familia tenía ascendencia cubana aparte de española. Su padre es el escultor Víctor Ochoa y su tío abuelo era el ganador del Premio Nobel de Medicina Severo Ochoa.
De niña, vivió entre Los Ángeles y Madrid.
Le gustaba mucho el hip hop y especialmente el rapero estadounidense Will Smith.
Asistió al colegio Santa Isabel La Asunción de Madrid.
Su familia, en vez de presionarla para seguir los pasos de sus familiares, optó por inculcarle la necesidad de seguir su propio camino.
Estudió en la Universidad de Las Palmas de Gran Canaria, Ingeniería Oceanográfica, y en la Universidad James Cook Biología Marina Avanzada. Empezaría a estudiar en la Universidad Nacional de Educación a Distancia, pero lo dejó para dedicarse a actuar.
Empezó a interesarse en la actuación después de tomar clases de teatro para perder la vergüenza.
Estudió interpretación en la escuela de Cristina Rota y en el Instituto del Cine antes de decidir emigrar a los Estados Unidos impulsivamente junto a la que era su pareja en aquel entonces.
En 2013, salió con el actor Nathan Fillion, con quien llegó a comprometerse, pero rompieron en 2014.
En julio de 2014, empezó a salir con Derek Theler, pero su relación llegó a su fin en enero de 2016.
Está involucrada desde hace años en la organización Oceana.
Es una experta buceadora, con más de 2000 inmersiones a sus espaldas.

## Carrera

### Carrera como actriz
Sus primeros pasos como actriz fueron en Washington D. C., interpretando obras teatrales en el Little Theatre de Alexandria.
Empezó presentando los programas educativos MESA, Bitesize TV’s Chaotic Awesome, Know Brainer y NERD ALERT.
Su primer trabajo en una serie fue en 2008, en La que se avecina.
Luego realizó pequeñas apariciones en episodios sueltos de diversas series hasta 2014, que participó en varios episodios de Matador.
Procura que sus personajes reflejen sus orígenes españoles, y en casos como Animal Kingdom y A Million Little Things le han llegado a cambiar la nacionalidad que pretendían que tuviera el personaje para reflejarlo.

### Carrera como divulgadora científica
Ochoa forma parte del Comité de Ciencia para la Sociedad de Los Ángeles.
Desde 2009, es integrante activo de Mensa. Se presentó a las pruebas tras una apuesta con la persona que en aquel entonces era su pareja y se descubrió que su cociente intelectual era tan elevado como para entrar, si bien no revelan la cifra.
Ha escrito artículos en diversas publicaciones, incluida la revistas Vogue y H y el periódico El imparcial.
Además, ha ayudado en series como Chaotic Awesome con el material científico.
Asimismo, tiene un pódcast educativo llamado Know Brainer, ha sido ponente en diversas conferencias científicas, ha sido experta invitada en el podcast de Professor Blastoff.

## QE Productions
Es dueña y fundadora de una pequeña productora llamada QE (Quantum Entanglement) Productions a principios de 2011.
El nombre pretendía ser una mezcla de sus dos pasiones, la actuación y la ciencia.
Un principio rector de la empresa pretende ser la conservación del medio ambiente y se unen con organizaciones sin ánimo de lucro para ayudar a concienciar a la gente de los problemas que sufre el mismo.
Una de sus primeras producciones fue el corto Stay With Me, de 2011, que obtuvo varios premios a lo largo del planeta.

## Filmografía

### Actriz

#### Películas
| Año  | Título                  | Papel    | Notas |
| ---- | ----------------------- | -------- | ----- |
| 2011 | Stay with Me            | Andrea   | Corto |
| 2015 | Cats Dancing on Jupiter | Jennifer |       |

* Fuente: Imdb

#### Series
| Año       | Título                     | Papel           | Notas                                                                    |
| --------- | -------------------------- | --------------- | ------------------------------------------------------------------------ |
| 2008      | La que se avecina          |                 | Episodio "Un fontanero, un calentón y una abuela motorista"              |
| 2009      | Contáct@me                 | Gabriela        | Película para televisión                                                 |
| 2011      | I Hate My Teenage Daughter | Dominique       | Episodio "Teenage Family Night"                                          |
| 2012      | Modern Family              | Enfermera       | Episodio "Baby on Board"                                                 |
| 2013      | The Neighbors              | Princesa Leia   | Episodio "A Christmas Story"                                             |
| 2014      | Chaotic Awesome            |                 | Episodio "1.14"                                                          |
| 2014      | Noches con Platanito       | Ella misma      | Episodio "LaToya Jackson/Callie Hernandez/Christina Ochoa/Roberto Tapia" |
| 2014      | Matador                    | Karen Morales   | 5 episodios                                                              |
| 2016-2020 | Animal Kingdom             | Renn Randall    | 21 episodios                                                             |
| 2017      | Blood Drive                | Grace d'Argento | 13 episodios                                                             |
| 2017-2018 | Valor                      | Nora Madani     | 13 episodios                                                             |
| 2018-2019 | A Million Little Things    | Ashley Morales  | 13 episodios                                                             |

* Fuente: Imdb

### Guionista
| Año  | Título          | Notas                                          |
| ---- | --------------- | ---------------------------------------------- |
| 2011 | Stay With Me    | Corto                                          |
| 2014 | Chaotic Awesome | 14 episodios - 6 guion - 8 material científico |

* Fuente: Imdb

### Productora
| Año  | Título       | Notas                                       |
| ---- | ------------ | ------------------------------------------- |
| 2011 | Stay With Me | Corto                                       |
| 2014 | Know Brainer | Corto, directo a vídeo Productora ejecutiva |

* Fuente: Imdb

### Directora
| Año  | Título       | Notas                  |
| ---- | ------------ | ---------------------- |
| 2011 | Stay With Me | Corto, directo a vídeo |

* Fuente: Imdb